# Małgorzata Swędrowska
Małgorzata Swędrowska (ur. 27 kwietnia 1974 w Poznaniu) – polski doktor nauk społecznych w zakresie pedagogika, nauczyciel i wykładowca, promotorka czytelnictwa. Autorka i współautorka literatury dziecięcej, a także publikacji z zakresu edukacji. Trenerka II stopnia Polskiego Stowarzyszenia Pedagogów i Animatorów KLANZA. Członkini Towarzystwa Nauczycieli Bibliotekarzy Szkół Polskich Oddział w Poznaniu, ekspert Instytutu Książki w latach 2018 – 2024, zaangażowana w Kampanię Mała Książka - Wielki Człowiek . Pomysłodawczyni pionierskiej metody - czytanie wrażeniowe. W  latach w latach: 2016, 2021 i 2022 otrzymała nominacje do nagrody Polskiej Sekcji IBBY. W 2022 roku otrzymała nagrodę IBBY. W 2022 została laureatką Nagrody im. Janusza Korczaka w kategorii dla Liderów za przyjmowanie perspektywy dziecka i empatyczne postrzeganie dziecięcego świata.

## Życiorys
Małgorzata Swędrowska (zd. Matuszewska), urodziła się w 27 kwietnia 1974 w Poznaniu. Egzamin dojrzałości zdała w 1993. Po maturze rozpoczęła studia na Wydziale Studiów Edukacyjnych Uniwersytetu im. Adama Mickiewicza.  W 1998 uzyskała tytuł magistra pedagogiki z przygotowaniem do pracy w charakterze nauczyciela nauczania początkowego i wychowania przedszkolnego. Temat pracy magisterskiej: Rozwijanie aktywności twórczej i odtwórczej uczniów klas początkowych w nauczaniu integralnym z wykorzystaniem elementów supernauczania, pod kierunkiem prof. dr hab. Janusza Gniteckiego. Ukończyła Studia podyplomowe w zakresie Konstruowania programów kształcenia stymulujących i wspierających rozwój wzwyż, na Wydziale Studiów Edukacyjnych UAM w Poznaniu. Jest absolwentką studiów podyplomowych w zakresie Wczesnego wspomagania rozwoju dziecka, na Wydziale Studiów Edukacyjnych Uniwersytetu im. Adama Mickiewicza w Poznaniu, a także Podyplomowych  Studiów Teologiczno - Katechetycznych na Wydziale Teologicznym UAM w Poznaniu oraz studiów podyplomowych w zakresie Bibliotekoznawstwa na Wyższej  Szkole Kształcenia Zawodowego we Wrocławiu. Małgorzata Swędrowska 19 grudnia 2023 r. uzyskała stopnień naukowy doktora nauk społecznych w zakresie pedagogika w Zakładzie Metodologii Nauk o Edukacji Uniwersytetu Adama Mickiewicza w Poznaniu, temat rozprawy doktorskiej: Czytanie wrażeniowe jako aktywna metoda w programie edukacji wczesnoszkolnej, promotor: prof. UAM dr hab. Małgorzata Kabat.  
Dr Małgorzata Swędrowska jest pedagożką, edukatorką, promotorka czytelnictwa, trenerką nauczycieli, bibliotekarzy, studentów i rodziców, a także autorką książek dla dzieci i licznych publikacji dla nauczycieli i bibliotekarzy. Znana jako animatorka warsztatów literackich i spotkań z dziećmi w wieku przedszkolnym i wczesnoszkolnym. Autorka serii Czytanie znienacka – twórczyni  treści na YouTube. Na swoim kanale pomaga rodzicom, pedagogom, bibliotekarzom, studentom wprowadzić małego czytelnika w świat literatury. W latach 2012 – 2020 wykładowczyni przedmiotu: Kształtowanie kompetencji językowych dziecka w wieku przedszkolnym i wczesnoszkolnym, na Wydziale Studiów Edukacyjnych Uniwersytetu im. Adama Mickiewicza w Poznaniu. Od 2020  współpracuje z Wydziałem Studiów Edukacyjnych UAM - należy wymienić: wystąpienia na konferencjach, inspirowanie studenckich kół naukowych, pisanie artykułów metodycznych dla nauczycieli do Zeszytów Kieleckich (2017, 2018, 2023), zaangażowanie w akcję W zwykłych słowach wielka moc (2022, 2023, 2024). Od 2025 zatrudniona w Zakładzie Pedagogiki Dziecka Wydziału Studiów Edukacyjnych Uniwersytetu im, Adama Mickiewicza na stanowisku starszy wykładowca. 
Dr Małgorzata Swędrowska jest twórczynią autorskiej koncepcji i główną propagatorką czytania wrażeniowego, czyli pomagania dzieciom odkryć jak oddziałuje na człowieka książka i umiejętność jej samodzielnego eksplorowania. Dzieli się pomysłami na wdrażanie i propagowanie czytelnictwa  (szczególnie książek obrazowych) wśród dzieci i młodzieży podczas konferencji, szkoleń, warsztatów, pikników, festiwali oraz targów książki. Współpracuje z bibliotekami publicznymi i pedagogicznymi, ośrodkami doskonalenia nauczycieli w całej Polsce.

## Nagrody i wyróżnienia
- wyróżnienie (2014) za projekt „Czytanie wrażeniowe - jak czytać dzieciom w młodszym wieku szkolnym i przedszkolnym”,  Przegląd Innowacji i Twórczości w Edukacji, organizowany przez Akademię Humanistyczno-Ekonomiczną w Łodzi we współpracy z Łódzkim Centrum Doskonalenia Nauczycieli i Kształcenia Praktycznego oraz Polskim Stowarzyszeniem Kreatywności[17].
- nominacja do nagrody  Polskiej Sekcji IBBY za upowszechnianie czytelnictwa w konkursie Książka Roku 2016[18].
- Nagroda Pegazika (2018) - wyróżnienie przyznawane przez Polskie Towarzystwo Wydawców Książek (PTWK) za osiągnięcia w dziedzinie literatury dziecięcej i młodzieżowej za propagowanie czytania wśród dzieci i dorosłych[19].
- wielokrotne nominacje do nagrody  Polskiej Sekcji IBBY  (2016, 2021 i 2022) za upowszechnianie czytelnictwa w konkursie Książka Roku 2021[20].
- Nagroda Polskiej Sekcji IBBY (2022) za szczególne działania promujące czytelnictwo wśród dzieci i dorosłych, za konsekwentne, wielowymiarowe upowszechnianie literatury dla dzieci[21]
- Nagroda im. Janusza Korczaka (2022) - Laureatka  w kategorii dla Liderów za przyjmowanie perspektywy dziecka i empatyczne postrzeganie dziecięcego świata[22].

## Wybrane publikacje
- Złap dzieci na książkę. O koncepcji czytania wrażeniowego, Bibliotekarz Lubuski, R. XXVI 2021 nr 1 (51)  str. 28 – 32
- Czytanie wrażeniowe, Refleksje. Zachodniopomorski Miesięcznik Oświatowy Maj/Czerwiec 2018 nr 3 str. 112 –114
- Żonglowanie podręcznikami. Wykorzystanie pedagogiki cyrku w codziennej nauce, Klanza. Pismo Pedagogów i Animatorów 2012 nr 2 (2)
- Przyroda - idealna przestrzeń dla dziecka. Jak ja zaprosić do domu? Charaktery. Magazyn psychologiczny,  nr 5 (292) maj 2021
- 8 kroków do stworzenia dobrego klimatu placówki- działania integrujące uczniów, nauczycieli i rodziców, Forum Placówek Niepublicznych nr 91, styczeń 2022[23]
- Dzieci i wojna. Jak kompleksowo wspierać dzieci i rodziców w trudnym czasie, Monitor Dyrektora Przedszkola, Kwiecień 4/ 2022 (129)[24]
- Jak rozmawiać z dziećmi o wojnie. Wykorzystanie literatury do prowadzenia trudnych rozmów, Głos pedagogiczny, kwiecień 2022 (131)[25]
- Zabawy w zielone, dlaczego w bibliotece proponujemy dzieciom właśnie zabawy?, Biblioteka Publiczna marzec 03/2024
- Nauka, zabawa i refleksja w kontaktach uczniów w młodszym wieku szkolnym  z tekstami literackimi, Edukacja Wczesnoszkolna Zeszyty Kieleckie, numer 1, Rok szkolny 2017/2018 pod redakcją Kingi Kuszak „uczeń - czytelnikiem”

## Książki: własnego autorstwa
- Nauka czytania i pisania przez ćwiczenia i zabawy grafomotoryczne, Poznań, wydawnictwo Oficyna MM, 2017[26]
- Przedszkolak w świecie liter. Czytanie wrażeniowe, Poznań, wydawnictwo Oficyna MM, 2018[27]
- Nauka czytania i pisania przez gry i zabawy aktywizujące, Poznań, wydawnictwo Oficyna MM, 2018[28]
- (eBook) Złap uwagę swojego ucznia, Warszawa, wydawnictwo Wiedza i Praktyka, 2018
- (eBook) Oddawaj, to moje! Konflikty i agresja w przedszkolu, Warszawa, wydawnictwo Wiedza i Praktyka,2021
- 777 pomysłów na zabawy z książką, Warszawa, wydawnictwo Mamania, 2021[29]

## Książki: współautorstwo
- Fenomen baśniowych spotkań z dziećmi w wieku przedszkolnym i wczesnoszkolnym. Praktyczne wskazówki, pomysły i inspiracje [w] Baśń we współczesnej kulturze tom 2, Królestwo człowiecze- edukacja- psychoanaliza, arteterapia. Red Kornelia Ćwiklak Uniwersytet im. Adama Mickiewicza w Poznaniu, Poznań, Wydział Pedagogiczno - Artystyczny, 2015[30]
- Czytanie wrażeniowe- innowacyjna koncepcja przezywania tekstów literackich przez dzieci w wieku przeszklonym i wczesnoszkolnym [w] Książka w życiu człowieka- w poszukiwaniu (u)traconej wartości, red. Naukowa Katarzyna Segiet, Kamila Słupska, Wydawnictwo Naukowe UAM[31]
- Fenomen zintegrowanych zadań szkolnych wobec aspektów czytania wrażeniowego [w] Prawda Dobro Piękno. Pamięci Profesora Janusza Gniteckiego, Poznań, Wydawnictwo naukowe UAM, 2020[32]
- Niespodziankowe bajki. Wielkie prawdy w małych opowiastkach. Wojciech Prus OP, Małgorzata Swędrowska; ilustrowała Maria Malcher,  wydawnictwo W drodze, 2020[33]
- Pedagog w klasie. Scenariusze zajęć na różne okazje. Część 2 Małgorzata Swędrowska, Agnieszka Małkowska-Szkutnik, Natalia Perek, Warszawa, wydawnictwo Wiedza i Praktyka, 2021[34]
- Pedagog w klasie: scenariusze zajęć profilaktycznych i doradczych Malgorzata Swędrowska, Natalia Perek, Renata Krekora, Katarzyna Okólska, Ewa Kruk-Krymula, Marta Koch-Kozioł, Agnieszka Kośkiewicz, Joanna Gajdzińska, Katarzyna Druczak, Beata Zielińska-Rocha, Katarzyna Stępniak, Katarzyna Topolska].Warszawa, Wydawnictwo Wiedza i Praktyka, 2023[35]

## Książki dla dzieci
- Elementarz w podskokach, Poznań, wydawnictwo Papilon, 2017[36]
- Koziołki, rury i czarcie ogony. Poznański szlak legend dla dzieci. Poznań, wydawnictwo Centrum Turystyki Kulturowej Trakt, 2018[37]
- Moja mama, mój tata, Warszawa, wydawnictwo Wytwórnia,2018[38]. Książka została wydana w różnych krajach, w tym w Korei Południowej, Francji, Hiszpanii oraz na Tajwanie. Książkę umieszczono  w latach 2019 i 2021 dwukrotnie na prestiżowej liście 100 najpiękniejszych książek obrazowych na świecie.  w rankingu stowarzyszenia dPictus[39]
- Moja babcia, mój dziadek, Warszawa, wydawnictwo Wytwórnia, 2020[40]. Została wydana w Korei Południowej, Hiszpanii i na Tajwanie. Książka zdobyła nominację w konkursie "Przecinek i kropka" w roku 2021[41]
- Moja siostra, mój brat, Warszawa, wydawnictwo Wytwórnia, 2021[42]
- Ala ma kota. Naturalna nauka czytania, Poznań, Papilon, 2021[43]
- Ala i emocje. Naturalna nauka czytania, Poznań, wydawnictwo Papilon, 2024[44]